# Louis-Guillaume Debock
Louis-Guillaume Debock, né le 12 avril 1822 à Lille et mort le 8 décembre 1891 à Bruxelles, est un ouvrier typographe, poète, syndicaliste, membre de l'Association internationale des travailleurs, militant de la cause ouvrière, communard. Directeur de l'Imprimerie nationale sous la Commune de Paris de 1871, il sauve de l'incendie les Archives nationales voisines menacées de destruction volontaire durant la Semaine sanglante.
Louis-Guillaume Debock est connu également simplement comme Louis Debock. Il est aussi appelé Rambourg-Debock par Maury, Garde général des Archives, dans son courrier appelant à la bienveillance pour les Debock père et fils, adressé après la Commune au directeur des grâces au ministère de la Justice.

## Biographie

### De la Révolution de 1848 au Second Empire
Louis-Guillaume Debock est né le 12 avril 1822, cour Cologne à Lille (Nord), il est le fils de Séraphin Debock, tisserand, et de Reine-Françoise Direick, tous deux originaires de Lokeren (Belgique).
Ouvrier typographe, il participe à la Révolution de 1848. Quelques mois plus tard, il est présent le dimanche 3 décembre 1848 au Banquet des Travailleurs Socialistes, tenu sous la présidence d'Auguste Blanqui, détenu à Vincennes. Debock devait prononcer à cette occasion, devant 1100 invités et 3 ou 400 curieux, un toast : Aux socialistes !. Le banquet ayant été écourté, il en fut empêché. Son texte a été publié dans la brochure de compte-rendu de l'événement. À la fin du règne de Napoléon III, Debock est militant actif pour l'organisation revendicative de son milieu professionnel, il intervient dans des grèves. En 1861, alors qu'il est compositeur à l'imprimerie Dupont, il écrit et publie une chanson qui a été conservée : Biquot réhabilité : critique d'une pochade en vers trop libres, intitulée « le Nez d'Biquot ». Il joue par ailleurs un rôle important en 1862 dans la grève survenue dans l'imprimerie Dupont. En mai 1867, il habite 5 rue Vincent à Belleville. Il est membre du premier bureau parisien de l'Association internationale des travailleurs et de la Commission d'initiative de la Ligue internationale pour le désarmement.

### La Commune de Paris
En 1871, on le retrouve lieutenant au 167e bataillon de la Garde nationale parisienne. Le 18 mars, jour où éclate l'insurrection de la Commune de Paris, il s'empare de l'Imprimerie nationale dont il prend la direction. Il le fait au nom du Comité central de la Garde nationale. Durant la Commune de Paris, il se charge de l'édition de toutes les affiches officielles de celle-ci, tenant une comptabilité scrupuleuse et assurant une gestion irréprochable. Au moment de l'entrée des Versaillais dans Paris, il participe aux combats jusqu'au 25 mai 1871 puis parvient à s'enfuir en Belgique avec son fils Georges, né le 27 février 1846 à Paris et qui l'a assisté comme secrétaire.
Le 21 février 1873, ils sont tous les deux condamnés par contumace par le Conseil de Guerre, puis graciés le 20 mai 1879.

### Après la Commune
En 1880, Louis-Guillaume Debock vit toujours à Bruxelles, où il a ouvert une imprimerie. Jean Allemane, ouvrier typographe, communard, libéré après sept ans de bagne en Nouvelle-Calédonie, arrive le 5 avril 1880 à Paris par le train en provenance de Toulon. Il raconte que c'est alors que : « on me remet deux lettres : la première m'était adressée de Bruxelles, par mon ami Debock, m'invitant à venir travailler dans son imprimerie ; »
Louis-Guillaume Debock meurt en décembre 1891 ou en janvier 1892 à Bruxelles (Belgique).

## Le sauvetage des Archives nationales

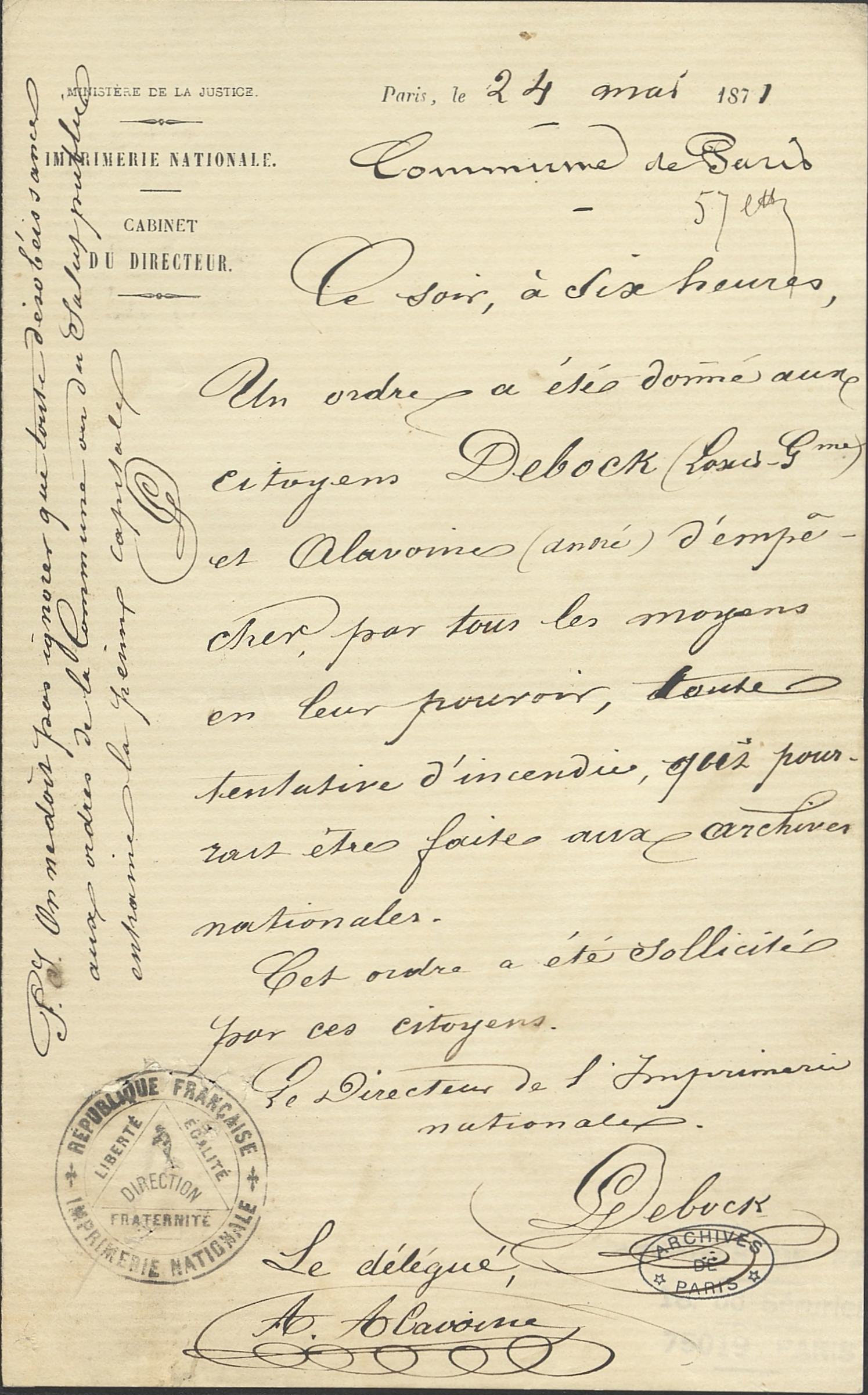
Ordre donné aux citoyens Debock et Alavoine d’empêcher par tous les moyens toute tentative d’incendie aux Archives nationales. Archives de Paris.

En 1871, l'Imprimerie nationale se trouve à l'Hôtel de Rohan, juste à côté des Archives nationales, installées dans l'Hôtel de Soubise.
Louis-Guillaume Debock s'avisant des incendies allumés volontairement dans divers endroits de Paris au moment de la Semaine sanglante, prend l'initiative d'empêcher qu'un tel événement anéantisse les Archives nationales.
Le mercredi 24 mai 1871, vers 7 heures du soir, Louis-Guillaume Debock et André Alavoine, membre du Comité central de la Garde nationale, ouvrier à l'Imprimerie nationale, dont Debock avait fait son sous-directeur, font venir Maury, Garde général des Archives et lui remettent l'ordre suivant :
Paris le 24 mai 1871
Commune de Paris
Ce soir, à 6 heures, un ordre a été donné aux citoyens Debock, Louis-Guillaume, et Alavoine, André, d'empêcher par tous les moyens en leur pouvoir toute tentative d'incendie qui pourrait être faite aux archives nationales. Cet ordre a été sollicité par ces concitoyens.
Le directeur de l'Imprimerie nationale
Debock
Comme des obus fédérés commencent à tomber dans la cour des Archives nationales, Debock déclare qu'il va faire rectifier le tir.
Puis des hommes du 125e bataillon de la Garde nationale se présentent pour mettre le feu aux Archives nationales. Fort de l'ordre interdisant de les incendier, Maury, Garde général des Archives, avec le poste de gardes nationaux des Archives nationales les repoussent, empêchant la destruction des Archives nationales.
Après la Commune, Maury intervint afin de recommander les Debock père et fils à la bienveillance du directeur des grâces au ministère de la Justice. Comme l'écrit Georges Bourgin en 1938 : « Les Archives nationales leur devaient bien cela ! »

## Hommage
Une rue de Savigny-le-Temple (Seine-et-Marne) porte aujourd'hui le nom de rue Louis-Guillaume Debock.

## Sources
- Georges Bourgin, Comment les archives nationales ont été sauvées en mai 1871, Bibliothèque de l'école des chartes, année 1938, vol. 99, pp. 425-427.